# Lista celor mai înalte construcții autoportante din lume
Lista celor mai înalte construcții autoportante din lume prezintă cele mai înalte structuri de sine stătătoare (autoportante) din lume, existente sau demolate. O construcție autoportantă este o structură a cărei stabilitate este asigurată doar de propria rigiditate, nu este flotantă (plutitoare) și nu este susținută de tiranți, cabluri sau de alte tipuri de suport auxiliar. Prin urmare, lista include turnuri fără suport exterior, zgârie-nori și coșuri de fum, dar exclude turnurile cu suport lateral (precum antenele susținute de cabluri metalice) sau platformele petroliere marine.
Lista este împărțită în două secțiuni, prima clasând construcțiile autoportante cu o înălțime de peste 350 m, iar a doua clasându-le pe cele cu o înălțime cuprinsă între 300 m și 350 m. Ordinea este descrescătoare, luându-se în considerare înălțimea maximă a structurii pe durata sa de viață.
| Diagrame scalate ale unora dintre cele mai înalte construcții autoportante din lume | Diagrame scalate ale unora dintre cele mai înalte construcții autoportante din lume |
| ----------------------------------------------------------------------------------- | ----------------------------------------------------------------------------------- |

| Note: | Rândurile marcate cu culoare gri reprezintă structurile care au fost demolate |
| Note: | Pentru toate structurile, este considerată înălțimea structurală, excluzându-se eventualele construcții suplimentare instalate deasupra acoperișului, astfel încât valorile înălțimii zgârie-norilor pot fi diferite față de cele din Lista celor mai înalte clădiri din lume |
| Note: | Structurile în construcție sunt incluse în listă dacă înălțimea lor a depășit 350 m, respectiv 300 m |

## Lista construcțiilor autoportante cu o înălțime de peste350 m
| Loc    | Imagine | Nume | Înălțime (m) | An   | Tip                       | Utilizare                                                              | Țară                  | Oraș                                     | Observații | Coordonate                                               |
|        |         | |              |      |                           |                                                                        |                       |                                          | |                                                          |
| ------ | ------- | --- | ------------ | ---- | ------------------------- | ---------------------------------------------------------------------- | --------------------- | ---------------------------------------- | --- | -------------------------------------------------------- |
| 1      |         | Burj Khalifa (în arabă برج خليفة, transliterat: burj khalifa)                                                      | 828          | 2010 | zgârie-nori               | birouri, apartamente, restaurant, hotel                                | Emiratele Arabe Unite | Dubai                                    | Cea mai înaltă structură autoportantă din lume (din 2007) | 25°11′50.0″N 55°16′26.6″E / 25.197222°N 55.274056°E      |
| 2      |         | Turnul Merdeka 118 (în malaieză Menara Merdeka 118)                                                                | 678,9        | 2022 | zgârie-nori               | complex comercial, birouri, apartamente, hotel                         | Malaysia              | Kuala Lumpur                             | Cea mai înaltă structură autoportantă din Asia de Sud-Est | 3°8′30.0″N 101°42′2″E / 3.141667°N 101.70056°E           |
| 3      |         | Turnul de radio-comunicații din Varșovia (în poloneză Maszt radiowy w Warszawie)                                   | 646,4        | 1974 | turn cu zăbrele           | antenă de radio-comunicații                                            | Polonia               | Konstantynów, Płock, Voievodatul Mazovia | Cea mai înaltă structură autoportantă din lume până la prăbușirea sa la 8 august 1991                                                                                  | 52°22′3.74″N 19°48′8.73″E / 52.3677056°N 19.8024250°E    |
| 4      |         | Tokyo Skytree (în japoneză 東京スカイツリ, transliterat: Tōkyō sukaitsurī)                                         | 634          | 2012 | turn de radio-comunicații | observare, transmisiuni UHF/VHF, restaurant, cafe                      | Japonia               | Tokyo                                    | Cea mai înaltă structură din țările OCDE, cel mai înalt turn din lume                                                                                                  | 35°42′36.5″N 139°48′39″E / 35.710139°N 139.81083°E       |
| 5      |         | Turnul Shanghai (în chineză: 上海中心大厦)                                                                         | 632          | 2015 | zgârie-nori               | apartamente, observare, birouri                                        | China                 | Shanghai                                 | Cea mai înaltă structură din China, cea mai înaltă clădire non-rectangulară („răsucită”) din lume                                                                      | 31°14′7.8″N 121°30′3.6″E / 31.235500°N 121.501000°E      |
| 6      |         | Turnul de televiziune din Guangzhou (în chineză: 广州电视观光塔)                                                   | 604          | 2010 | turn de radio-comunicații | observare, transmisiuni UHF/VHF, cafe, restaurant                      | China                 | Guangzhou                                | | 23°06′23.3″N 113°19′28.5″E / 23.106472°N 113.324583°E    |
| 7      |         | Turnurile cu ceas din Mecca (în arabă أبراج الساعة, transliterat: 'abraj alsaaea)                                  | 601          | 2012 | zgârie-nori               | hotel, complex comercial                                               | Arabia Saudită        | Mecca                                    | Cel mai înalt turn cu ceas din lume | 21°25′08″N 39°49′35″E / 21.41889°N 39.82639°E            |
| 8      |         | Centrul financiar Shenzhen Ping An (în japoneză 深圳平安金融中心, transliterat: Shēnzhèn píng'ān jīnróng zhōngxīn) | 599,1        | 2017 | zgârie-nori               | birouri, spații comerciale                                             | China                 | Shenzhen                                 | Cea mai înaltă clădire din Shenzhen, a doua cea mai înaltă din China                                                                                                   | 22°32′11.03″N 114°3′1.61″E / 22.5363972°N 114.0504472°E  |
| 9      |         | Goldin Finance 117 (în chineză: 中国117大厦)                                                                       | 596,5        | –    | zgârie-nori               | hotel, apartamente, spații comerciale                                  | China                 | Tianjin                                  | Construcție ridicată în 2015, încă neterminată în 2024, cea mai înaltă clădire neocupată din lume                                                                      | 39°5′20.65″N 117°4′48.82″E / 39.0890694°N 117.0802278°E  |
| 10     |         | Turnul Lotte World (în coreeană 롯데월드타워, transliterat: losdewoldeutawo)                                       | 555,65       | 2017 | zgârie-nori               | spații comerciale, apartamente, hotel, birouri, platformă de observare | Coreea de Sud         | Seul                                     | Cea mai înaltă clădire din țările OCDE | 37°30′45″N 127°6′10″E / 37.51250°N 127.10278°E           |
| 11     |         | CN Tower | 553,3        | 1976 | turn de radio-comunicații | observare, transmisiuni UHF/VHF, restaurant                            | Canada                | Toronto                                  | Cea mai înaltă structură autoportantă din lume între 1975 și 2007, cea mai înaltă din emisfera vestică                                                                 | 43°38′30.67″N 79°23′14.27″V / 43.6418528°N 79.3872972°V  |
| 12     |         | One World Trade Center                                                                                             | 546,2        | 2014 | zgârie-nori               | birouri, observare, comunicații, cafe, restaurant                      | Statele Unite         | New York City                            | Cea mai înaltă structură autoportantă din Statele Unite, a doua cea mai înaltă din emisfera vestică                                                                    | 40°42′46.8″N 74°0′48.6″V / 40.713000°N 74.013500°V       |
| 13     |         | Turnul Ostankino (în rusă Останкинская телебашня, transliterat: Ostankinskaia telebașnea)                          | 540,1        | 1967 | turn de radio-comunicații | observare, restaurant, transmisiuni UHF/VHF                            | Rusia                 | Moscova                                  | Cea mai înaltă structură autoportantă din lume între 1967 și 1975, cea mai înaltă din Europa, renovată după un incendiu din 2000                                       | 55°49′11″N 37°36′42″E / 55.81972°N 37.61167°E            |
| 14     |         | Centrul financiar Guangzhou Chow Tai Fook (în chineză: 廣州周大福金融中心)                                         | 530          | 2016 | zgârie-nori               | birouri, apartamente, hotel                                            | China                 | Guangzhou                                | Cea mai înaltă clădire finalizată din Guangzhou, a treia cea mai înaltă din China, include 95 de lifturi, dintre care două sunt cele mai rapide din lume (1.200 m/min) | 23°7′13″N 113°19′14″E / 23.12028°N 113.32056°E           |
| 15     |         | Centrul Tianjin Chow Tai Fook Riviera (în chineză: 天津周大福濱海中心)                                             | 530          | 2019 | zgârie-nori               | birouri, apartamente, hotel                                            | China                 | Tianjin                                  | A doua cea mai înaltă clădire din Tianjin și cea mai înaltă clădire din lume cu mai puțin de 100 de etaje                                                              | 39°1′18.1″N 117°41′53.1″E / 39.021694°N 117.698083°E     |
| 16     |         | China Zun (în chineză: 中国尊)                                                                                     | 527,7        | 2018 | zgârie-nori               | birouri, observare                                                     | China                 | Beijing                                  | Cea mai înaltă clădire din Beijing |                                                          |
| 17     |         | Willis Tower (Sears Tower)                                                                                         | 527          | 1973 | zgârie-nori               | birouri, observare, transmisiuni UHF/VHF, sediul United Airlines       | Statele Unite         | Chicago                                  | Cea mai înaltă clădire din lume între 1973 și 1998 (după înălțimea structurală), a treia din emisfera vestică                                                          | 41°52′44.1″N 87°38′10.2″V / 41.878917°N 87.636167°V      |
| 18     |         | Turnul Nordic 1 World Trade Center (1971–2001)                                                                     | 526,7        | 1973 | zgârie-nori               | birouri, observare                                                     | Statele Unite         | New York City                            | Cea mai înaltă structură autoportantă care nu mai există, cea mai înaltă clădire din lume între 1972 și 1974, distrusă pe 11 septembrie 2001                           |                                                          |
| 19     |         | Taipei 101 (în chineză: 台北101)                                                                                   | 509,2        | 2004 | zgârie-nori               | utilizare multiplă                                                     | Taiwan                | Taipei                                   | Cel mai înalt zgârie-nori din lume între 2004 și 2010, primul cu o înălțime structurală de peste 500 m                                                                 | 25°02′01″N 121°33′52″E / 25.03361°N 121.56444°E          |
| 20     |         | Centrul Financiar Mondial din Shanghai (în chineză: 上海环球金融中心)                                              | 494          | 2008 | zgârie-nori               | utilizare multiplă                                                     | China                 | Shanghai                                 | Cea mai înaltă clădire din China între 2007 și 2009 | 31°14′12″N 121°30′10″E / 31.23667°N 121.50278°E          |
| 21     |         | Centrul de Comerț Internațional (în chineză: 環球貿易廣場)                                                         | 484          | 2010 | zgârie-nori               | birouri                                                                | Hong Kong             | Hong Kong                                | Cea mai înaltă clădire din Hong Kong | 22°18′12″N 114°9′37″E / 22.30333°N 114.16028°E           |
| 22     |         | Central Park Tower                                                                                                 | 472          | 2020 | zgârie-nori               | apartamente, spații comerciale                                         | Statele Unite         | New York City                            | Cea mai înaltă clădire rezidențială din lume | 40°45′59″N 73°58′52″W / 40.7663°N 73.9810°V              |
| 23     |         | Landmark 81 (în vietnameză Vincom Landmark 81)                                                                     | 470          | 2018 | zgârie-nori               | hotel, apartamente, observare                                          | Vietnam               | Ho Și Min                                | Cea mai înaltă clădire din Vietnam, a doua din Asia de Sud-Est | 10°47′42″N 106°43′19″E / 10.79500°N 106.72194°E          |
| 24     |         | Turnul TV Oriental Pearl (în chineză: 东方明珠广播电视塔)                                                          | 467,9        | 1994 | turn din beton            | turn de comunicații                                                    | China                 | Shanghai                                 | Cea mai înaltă structură din China (inclusiv Hong Kong) între 1994 și 2007, include 15 platforme de observare                                                          | 31°14′30″N 121°29′42″E / 31.24167°N 121.49500°E          |
| 25     |         | Centrul Lahta (în rusă Ла́хта-це́нтр, transliterat: Láhta-țéntr)                                                     | 462,5        | 2019 | zgârie-nori               | birouri                                                                | Rusia                 | Sankt Petersburg                         | Cea mai înaltă clădire din Rusia și Europa, a doua cea mai înaltă clădire non-rectangulară („răsucită”) și cel mai nordic zgârie-nori din lume                         | 59°59′13.31″N 30°10′41.30″E / 59.9870306°N 30.1781389°E  |
| 26     |         | John Hancock Center                                                                                                | 457,2        | 1969 | zgârie-nori               | birouri, apartamente, transmisiuni UHF/VHF                             | Statele Unite         | Chicago                                  | Cea mai înaltă clădire cu utilizare mixtă din lume între 1969 și 2008                                                                                                  | 41°53′55.68″N 87°37′22.8″V / 41.8988000°N 87.623000°V    |
| 27- 28 |         | Petronas Tower 1 (în malaieză Menara Berkembar Petronas 1)                                                         | 451,9        | 1998 | zgârie-nori               | birouri, observare                                                     | Malaysia              | Kuala Lumpur                             | Cele mai înalte turnuri gemene din lume, cea mai înaltă clădire din lume între 1998 și 2004                                                                            | 3°09′28.26″N 101°42′41.94″E / 3.1578500°N 101.7116500°E  |
| 27- 28 |         | Petronas Tower 2 (în malaieză Menara Berkembar Petronas 2)                                                         | 451,9        | 1998 | zgârie-nori               | birouri, observare                                                     | Malaysia              | Kuala Lumpur                             | Cele mai înalte turnuri gemene din lume, cea mai înaltă clădire din lume între 1998 și 2004                                                                            | 3°09′28.26″N 101°42′41.94″E / 3.1578500°N 101.7116500°E  |
| 29     |         | Turnul Zifeng (în chineză: 紫峰大厦)                                                                               | 450          | 2010 | zgârie-nori               | utilizare multiplă                                                     | China                 | Nanjing                                  | Cea mai înaltă clădire din Nanjing și provincia Jiangsu | 32°03′44.9″N 118°46′41″E / 32.062472°N 118.77806°E       |
| 30     |         | Turnul Exchange 106 (în malaieză Menara Exchange 106)                                                              | 445,5        | 2019 | zgârie-nori               | birouri, complex comercial                                             | Malaysia              | Kuala Lumpur                             | A patra cea mai înaltă clădire din Malaysia și a cincea din Asia de Sud-Est                                                                                            | 3°08′30.84″N 101°43′7.50″E / 3.1419000°N 101.7187500°E   |
| 31     |         | Empire State Building                                                                                              | 443,2        | 1931 | zgârie-nori               | birouri, observare, transmisiuni UHF/VHF                               | Statele Unite         | New York City                            | Cea mai înaltă structură autoportantă între 1931 și 1967, cel mai înalt zgârie-nori între 1931 și 1973, primul zgârie-nori cu peste 100 de etaje                       | 40°44′54.0″N 73°59′09″V / 40.748333°N 73.98583°V         |
| 32     |         | Turnul KK100 (în chineză: 京基100)                                                                                 | 441,8        | 2011 | zgârie-nori               | utilizare multiplă                                                     | China                 | Shenzhen                                 | | 22°32′47.58″N 114°6′6.63″E / 22.5465500°N 114.1018417°E  |
| 33     |         | Centrul Financiar Internațional din Guangzhou (în chineză: 广州国际金融中心)                                       | 440          | 2009 | zgârie-nori               | utilizare multiplă                                                     | China                 | Guangzhou                                | Cea mai înaltă clădire din lume cu heliport pe acoperiș, la 438 m înălțime                                                                                             | 23°07′13″N 113°19′05″E / 23.12028°N 113.31806°E          |
| 34     |         | Turnul 111 West 57th Street (Steinway Tower)                                                                       | 435          | 2020 | zgârie-nori               | apartamente                                                            | Statele Unite         | New York City                            | Cel mai subțire zgârie-nori din lume | 40°45′52″N 73°58′40″W / 40.76455°N 73.97765°V            |
| 35     |         | Turnul Milad (în persană برج میلاد, transliterat: barj milad)                                                      | 435          | 2003 | turn din beton            | observare, transmisiuni UHF/VHF                                        | Iran                  | Teheran                                  | Cea mai înaltă structură din Iran | 35°44′40″N 51°22′30″E / 35.74444°N 51.37500°E            |
| 36     |         | One Vanderbilt | 427          | 2020 | zgârie-nori               | birouri, observare                                                     | Statele Unite         | New York City                            | | 40°45′11″N 73°58′43″W / 40.7530°N 73.9785°V              |
| 37     |         | Marina 101 (în arabă مارينا 101, transliterat: marina 101)                                                         | 426,5        | 2016 | zgârie-nori               | hotel, apartamente                                                     | Emiratele Arabe Unite | Dubai                                    | A doua cea mai înaltă clădire din Emiratele Arabe Unite | 22°05′22.23″N 55°08′56.12″E / 22.0895083°N 55.1489222°E  |
| 38     |         | 432 Park Avenue | 426          | 2015 | zgârie-nori               | apartamente                                                            | Statele Unite         | New York City                            | Cea mai înaltă clădire rezidențială din lume în 2015 | 40°45′40″N 73°58′17″V / 40.76111°N 73.97139°V            |
| 39     |         | Trump International hotel and Tower                                                                                | 423,4        | 2009 | zgârie-nori               | hotel, condominium                                                     | Statele Unite         | Chicago                                  | Cea mai înaltă structură de beton turnat în cofraj din lume la finalizare, inițial planificată (în 2001) drept cea mai înaltă clădire din lume                         | 41°53′20″N 87°37′36″V / 41.88889°N 87.62667°V            |
| 40     |         | Turnul Jin Mao (în chineză: 金茂大厦)                                                                              | 421,5        | 1998 | zgârie-nori               | hotel, birouri, observare                                              | China                 | Shanghai                                 | Cel mai înalt zgârie-nori din China între 1998 și 2007 | 31°14′14″N 121°30′05″E / 31.23722°N 121.50139°E          |
| 41     |         | Turnul Kuala Lumpur (în malaieză Menara Kuala Lumpur)                                                              | 421          | 1995 | turn din beton            | observare, restaurant, transmisiuni UHF/VHF                            | Malaysia              | Kuala Lumpur                             | Turnul funcționează și ca observator islamic falak pentru marcarea începutului lunii musulmane Ramadan                                                                 | 03°09′10″N 101°42′12″E / 3.15278°N 101.70333°E           |
| 42     |         | Coșul de fum al Centralei termo-electrice Ekibastuz GRES-2                                                         | 419,7        | 1987 | coș de fum                | centrală termo-electrică                                               | Kazahstan             | Ekibastusz, Provincia Pavlodar           | Cel mai înalt coș de fum din lume | 52°01′20″N 75°28′42″E / 52.02222°N 75.47833°E            |
| 43     |         | Turnul 2 al Centrului Financiar Internațional (în chineză: 國際金融中心2 期)                                       | 415,4        | 2003 | zgârie-nori               | birouri                                                                | Hong Kong             | Hong Kong                                | A doua cea mai înaltă clădire din Hong Kong | 22°17′06″N 114°09′33″E / 22.28500°N 114.15917°E          |
| 44     |         | Turnul Sudic 2 World Trade Center (1971–2001)                                                                      | 415,3        | 1973 | zgârie-nori               | birouri, observare                                                     | Statele Unite         | New York City                            | Distrus la 11 septembrie 2001 |                                                          |
| 45     |         | Turnul de radio și televiziune din Tianjin (în chineză: 天津广播电视塔)                                            | 415,2        | 1991 | turn din beton            | observare, transmisiuni UHF/VHF                                        | China                 | Tianjin                                  | | 39°05′31″N 117°10′30″E / 39.09194°N 117.17500°E          |
| 46     |         | Turnul Al Hamra (în arabă برج الحمراء, transliterat: burj alhamra')                                                | 414          | 2012 | zgârie-nori               | complex comercial, birouri                                             | Kuweit                | Kuweit                                   | Cel mai înalt turn curbat din beton din lume | 29°22′44″N 47°59′36″E / 29.379°N 47.9932°E               |
| 47     |         | Turnul Landmark al Haeundae LCT The Sharp (în coreeană 해운대 엘시티 더샵, transliterat: haeundae elsiti deosyab)  | 411,6        | 2019 | zgârie-nori               | hotel, apartamente                                                     | Coreea de Sud         | Busan                                    | La etajul 100 se găsește un observator | 35°09′35″N 129°09′23″E / 35.15972°N 129.15639°E          |
| 48     |         | Turnul central de radio și televiziune (în chineză: 中央广播电视塔)                                                | 405          | 1992 | turn din beton            | observare, transmisiuni UHF/VHF                                        | China                 | Beijing                                  | | 39°55′05″N 116°18′01″E / 39.91806°N 116.30028°E          |
| 49     |         | CITIC Plaza (în chineză: 中信广场)                                                                                 | 391,1        | 1997 | zgârie-nori               | birouri                                                                | China                 | Guangzhou                                | Cea mai înaltă clădire din beton din lume între 1997 și 2008 | 23°08′40″N 113°19′10″E / 23.14444°N 113.31944°E          |
| 50     |         | Turnul Zhongyuan (în chineză: 中原福塔)                                                                            | 388          | 2010 | turn din beton/oțel       | transmisiuni UHF/VHF                                                   | China                 | Zhengzhou                                | Al doilea cel mai înalt turn din oțel din lume | 34°43′29″N 113°43′22″E / 34.72472°N 113.72278°E          |
| 51     |         | 30 Hudson Yards | 386          | 2019 | zgârie-nori               | birouri, observare, spații comerciale                                  | Statele Unite         | New York City                            | Cea mai înaltă platformă de observare în aer liber din emisfera vestică                                                                                                | 40°45′17″N 74°00′14″W / 40.754661°N 74.003783°V          |
| 52     |         | Turnul TV din Kiev (în ucraineană Київська телевежа, transliterat: Kîiivska televeja)                              | 385          | 1973 | turn cu zăbrele           | transmisiuni UHF/VHF                                                   | Ucraina               | Kiev                                     | Bombardat la 1 martie 2022. | 50°28′16″N 30°27′12″E / 50.47111°N 30.45333°E            |
| 53     |         | Shun Hing Square (în chineză: 信兴广场)                                                                            | 384          | 1996 | zgârie-nori               | birouri                                                                | China                 | Shenzhen                                 | Cea mai înaltă clădire din China între 1996 și 1997 | 22°32′43″N 114°06′21″E / 22.54528°N 114.10583°E          |
| 54     |         | Inco Superstack | 380          | 1971 | coș de fum                | combinat metalurgic (nichel)                                           | Canada                | Sudbury                                  | Cel mai înalt coș de fum din emisfera vestică, al doilea cel mai înalt din lume                                                                                        | 46°28′48.2″N 81°03′23.43″V / 46.480056°N 81.0565083°V    |
| 55     |         | Turnul Kaohsiung 85 (în chineză: 高雄85大樓)                                                                       | 378          | 1997 | zgârie-nori               | hotel, birouri, observare, transmisiuni UHF/VHF                        | Taiwan                | Kaohsiung                                | A doua cea mai înaltă clădire din Taiwan | 22°36′42″N 120°18′0″E / 22.61167°N 120.30000°E           |
| 56     |         | JW Marriott Marquis Dubai (în arabă جيه دبليو ماريوت ماركيز دبي, transliterat: jyh dabilyu mariut markiz dubay)    | 376          | 2012 | zgârie-nori               | hotel                                                                  | Emiratele Arabe Unite | Dubai                                    | Al doilea cel mai înalt hotel din lume | 25°11′08″N 55°15′24″E / 25.1856°N 55.2566°E              |
| 57     |         | Turnul TV Tașkent (în uzbecă Тошкент Телеминораси)                                                                 | 374,9        | 1984 | turn din beton/oțel       | transmisiuni UHF/VHF, observare                                        | Uzbekistan            | Tașkent                                  | A doua cea mai înaltă structură din Asia Centrală | 41°20′44″N 69°17′4.57″E / 41.34556°N 69.2846028°E        |
| 58     |         | Central Plaza (în chineză: 中環廣場)                                                                               | 374          | 1992 | zgârie-nori               | birouri                                                                | Hong Kong             | Hong Kong                                | Cea mai înaltă clădire din Asia între 1992 și 1996 | 22°16′48″N 114°10′25″E / 22.28000°N 114.17361°E          |
| 59     |         | Turnul Eliberării (în arabă برج التحرير, transliterat: burj altahrir})                                             | 372          | 1993 | turn din beton            | transmisiuni UHF/VHF, observare                                        | Kuweit                | Kuweit                                   | A doua cea mai înaltă structură din Kuweit | 29°22′05.8″N 47°58′29.83″E / 29.368278°N 47.9749528°E    |
| 60     |         | Turnul TV Almaty (în kazahă Алматы Теледидар Мұнарасы, cu alfabetul chirilic: Almatı Teledïdar Munarası)           | 371,5        | 1983 | turn din oțel tubular     | transmisiuni UHF/VHF                                                   | Kazahstan             | Almaty                                   | Cea mai înaltă structură de oțel tubular autoportantă | 43°13′44″N 76°58′34″E / 43.22889°N 76.97611°E            |
| 61     |         | Coșul nr. 4 al Centralei termo-electrice Homer City (4th Chimney of Homer City Generating Station)                 | 371          | 1977 | coș de fum                | centrală termo-electrică                                               | Statele Unite         | Homer City, Pennsylvania                 | | 40°30′39″N 79°11′37″V / 40.51083°N 79.19361°V            |
| 62     |         | Coșul combinatului metalurgic Kennecott Garfield (Kennecott Garfield Smelter Stack)                                | 370,4        | 1974 | coș de fum                | combinat metalurgic (cupru)                                            | Statele Unite         | Magna, Utah                              | | 40°43′18″N 112°11′52″V / 40.72167°N 112.19778°V          |
| 63- 64 |         | Pilonul nordic al liniei electrice de pe insula Zhoushan                                                           | 370          | 2010 | turn cu zăbrele           | turn de suport rețele electrice                                        | China                 | Insula Zhoushan, Zhejiang                | Cea mai înaltă pereche de stâlpi de electricitate din lume | 29°56′2.78″N 122°2′10.12″E / 29.9341056°N 122.0361444°E  |
| 63- 64 |         | Pilonul sudic al liniei electrice de pe insula Zhoushan                                                            | 370          | 2010 | turn cu zăbrele           | turn de suport rețele electrice                                        | China                 | Insula Zhoushan, Zhejiang                | Cea mai înaltă pereche de stâlpi de electricitate din lume | 29°54′41.39″N 122°1′26.38″E / 29.9114972°N 122.0239944°E |
| 65     |         | Coșul centralei termo-electrice Beriozovskaia GRES (în rusă Берёзовская ГРЭС, transliterat: Beriozovskaia GRIeS)   | 370          | 1985 | coș de fum                | centrală termo-electrică                                               | Rusia                 | Șaripovo, Ținutul Krasnoiarsk            | Cel mai înalt coș de fum din Rusia | 55°34′46″N 89°04′21″E / 55.57944°N 89.07250°E            |
| 66     |         | Turnul de radio și televiziune din Riga (în letonă Rīgas radio un televīzijas tornis)                              | 368,5        | 1987 | turn din oțel             | transmisiuni UHF/VHF, observare                                        | Letonia               | Riga                                     | Cea mai înaltă structură din Uniunea Europeană | 56°55′26″N 24°08′14″E / 56.92389°N 24.13722°E            |
| 67     |         | Turnul de televiziune din Berlin (în germană Berliner Fernsehturm)                                                 | 368          | 1969 | turn din beton            | restaurant, transmisiuni UHF/VHF, observare                            | Germania              | Berlin                                   | Cea mai înaltă structură din Germania | 52°31′15″N 13°24′34″E / 52.52083°N 13.40944°E            |
| 68     |         | Coșul nr. 2 al centralei termo-electrice Mitchell (2nd Chimney of Mitchell Power Plant)                            | 367,6        | 1968 | coș de fum                | centrală termo-electrică                                               | Statele Unite         | Moundsville, West Virginia               | | 39°54′32.16″N 80°45′41.53″V / 39.9089333°N 80.7615361°V  |
| 69     |         | Turnul Bank of China (în chineză: 中銀大廈)                                                                        | 367,4        | 1990 | zgârie-nori               | birouri                                                                | Hong Kong             | Hong Kong                                | Primul zgârie-nori din afara SUA de peste 1.000 ft (305 m) | 22°16′45″N 114°09′41″E / 22.27917°N 114.16139°E          |
| 70     |         | Turnul Bank of America (Bank of America Tower)                                                                     | 366          | 2009 | zgârie-nori               | birouri                                                                | Statele Unite         | New York City                            | | 40°45′19″N 73°59′03″V / 40.75528°N 73.98417°V            |
| 71     |         | Aon Center (Aon Center)                                                                                            | 362,5        | 1973 | zgârie-nori               |                                                                        | Statele Unite         | Chicago                                  | | 41°53′07″N 87°37′17″V / 41.88528°N 87.62139°V            |
| 72     |         | Coșul centralei termo-electrice Trbovlje (în slovenă Termoelektrarna Trbovlje)                                     | 360          | 1976 | coș de fum                | centrală termo-electrică                                               | Slovenia              | Trbovlje                                 | Cel mai înalt coș de fum din Europa | 46°07′33.37″N 15°03′43.23″E / 46.1259361°N 15.0620083°E  |
| 73     |         | Turnul de diamant (în arabă برج الماس, transliterat: burj almas)                                                   | 360          | 2008 | zgârie-nori               | birouri                                                                | Emiratele Arabe Unite | Dubai                                    | | 25°4′8.25″N 55°8′28.34″E / 25.0689583°N 55.1412056°E     |
| 74     |         | Clădirea internațională Guangsheng (în chineză: 廣晟國際大廈)                                                      | 360          | 2011 | zgârie-nori               | utilizare multiplă                                                     | China                 | Guangzhou                                | | 23°07′40″N 113°19′05″E / 23.1278°N 113.3180°E            |
| 75     |         | Coșul Endesa Termic                                                                                                | 356          | 1974 | coș de fum                | centrală termo-electrică                                               | Spania                | As Pontes, Galicia                       | | 43°26′29″N 7°51′45.50″V / 43.44139°N 7.8626389°V         |
| 76     |         | SEG Plaza (în chineză: 赛格广场)                                                                                   | 355,8        | 2000 | zgârie-nori               | birouri                                                                | China                 | Shenzhen                                 | | 22°32′39.5″N 114°04′57.5″E / 22.544306°N 114.082639°E    |
| 77     |         | First Canadian Place                                                                                               | 355          | 1975 | zgârie-nori               | birouri, transmisiuni UHF/VHF                                          | Canada                | Toronto                                  | Cea mai înaltă clădire din Canada | 43°38′55″N 79°22′54″V / 43.64861°N 79.38167°V            |
| 78     |         | Emirates Office Tower (în arabă برج مكاتب الإمارات, transliterat: burj makatib al'iimarat)                         | 354,6        | 2000 | zgârie-nori               | birouri                                                                | Emiratele Arabe Unite | Dubai                                    | | 25°07′49″N 55°09′57″E / 25.13028°N 55.16583°E            |
| 79     |         | Turnul Combinatului din Baia Mare                                                                                  | 351,5        | 1995 | coș de fum                | combinat metalurgic (cupru)                                            | România               | Baia Mare                                | Cea mai înaltă structură din România | 47°39′10″N 23°36′19″E / 47.65278°N 23.60528°E            |
| 80     |         | The Strat | 350,2        | 1996 | turn din beton            | hotel, cazinou, observare                                              | Statele Unite         | Las Vegas                                | Cel mai înalt turn de observare din Statele Unite și al doilea din emisfera vestică                                                                                    | 36°08′50″N 115°9′19″V / 36.14722°N 115.15528°V           |
| 81     |         | Lotus Tower (în singaleză නෙළුම් කුළුණ)                                                                                 | 350          | 2018 | turn din beton            | comunicații, observare                                                 | Sri Lanka             | Colombo                                  | Cea mai înaltă structură din Asia de Sud | 06°55′37″N 79°51′30″E / 6.92694°N 79.85833°E             |
| 82     |         | Coșul nr. 3 al centralei termo-electrice Sârdaria (în uzbecă Sirdaryo issiqlik elektr stansiyasi)                  | 350          | 1980 | coș de fum                | centrală termo-electrică                                               | Uzbekistan            | Șirin, Regiunea Sârdaria                 | | 40°13′41″N 69°6′2″E / 40.22806°N 69.10056°E              |

## Lista construcțiilor autoportante cu o înălțime între300 mși350 m
| Imagine | Nume | Înălțime (m) | An               | Tip                    | Utilizare                                        | Țară                   | Oraș                                         | Observații |
|         | |              |                  |                        |                                                  |                        |                                              | |
| ------- | --- | ------------ | ---------------- | ---------------------- | ------------------------------------------------ | ---------------------- | -------------------------------------------- | --- |
|         | Pilonul nordic al liniei electrice de traversare a râului Yangtze                                                                               | 347          | 2003             | turn cu zăbrele        | turn de suport rețele electrice                  | China                  | Jiangyin, Jiangsu                            | A doua cea mai înaltă pereche de stâlpi de electricitate din lume                                                                             |
|         | Pilonul sudic al liniei electrice de traversare a râului Yangtze                                                                                | 347          | 2003             | turn cu zăbrele        | turn de suport rețele electrice                  | China                  | Jiangyin, Jiangsu                            | A doua cea mai înaltă pereche de stâlpi de electricitate din lume                                                                             |
|         | The Center (în chineză: 中環中心) | 346          | 1998             | zgârie-nori            |                                                  | Hong Kong              | Hong Kong                                    | Unul dintre puținii zgârie-nori din Hong Kong cu structură din oțel, fără miez de beton armat                                                 |
|         | Neva Tower 2, Moscow City (în rusă Neva Tower 2 (Москва-Сити), transliterat: Neva Tower 2 (Moskva-Siti))                                        | 345          | 2019             | zgârie-nori            |                                                  | Rusia                  | Moscova                                      | Cea mai înaltă clădire rezidențială din Europa                                                                                                |
|         | Coșul centralei termice Teruel (în spaniolă Central térmica Teruel)                                                                             | 343          | 1981             | coș de fum             | centrală termică                                 | Spania                 | Teruel                                       | Pe 16 februarie 2023, coșul a fost demolat prin explozie, cea mai înaltă structură autoportantă demolată în mod controlat                     |
|         | 4 Times Square (Condé Nast Building) | 340,7        | 2000             | zgârie-nori            |                                                  | Statele Unite          | New York City                                | Sediul bursei americane NASDAQ |
|         | Coșul centralei termo-electrice Plomin (în croată Termoelektrana Plomin)                                                                        | 340          | 1969             | coș de fum             | centrală termo-electrică                         | Croația                | Plomin, Cantonul Istria                      | |
|         | Turnul Mercur, Moscow City (în rusă Башня Меркурий (Москва-Сити), transliterat: Bașnea Merkuri (Moskva-Siti))                                   | 338,8        | 2012             | zgârie-nori            |                                                  | Rusia                  | Moscova                                      | |
|         | Turnul de radio și televiziune din Sichuan (în chineză: 四川广播电视塔)                                                                         | 338          | 2004             | turn din beton         | observare, transmisiuni UHF/VHF                  | China                  | Chengdu                                      | Accesul vizitatorilor a fost interzis începând cu 30 decembrie 2022, din cauza avariilor cauzate de intemperii                                |
|         | Turnul Macao (în chineză: 澳門塔) | 338          | 2001             | turn din beton         | observare, transmisiuni UHF/VHF                  | Macao                  | Macao                                        | |
|         | Turnul Europa (în germană Europaturm) | 337,5        | 1979             | turn din beton         | observare, transmisiuni UHF/VHF                  | Germania               | Frankfurt pe Main                            | A doua cea mai înaltă structură din Germania                                                                                                  |
|         | Coșul centralei termo-electrice Westerholt | 337          | 1981             | coș de fum             | centrală termo-electrică                         | Germania               | Gelsenkirchen                                | Demolat la 3 decembrie 2006 |
|         | Marina Torch (în arabă رج الشعلة, transliterat: burj alshuela)                                                                                  | 336,1        | 2011             | zgârie-nori            | apartamente                                      | Emiratele Arabe Unite  | Dubai                                        | |
|         | Wilshire Grand Center | 336          | 2017             | zgârie-nori            | birouri, hotel                                   | Statele Unite          | Los Angeles                                  | |
|         | Coșul centralei termo-electrice Mountaineer | 336          | 1980             | coș de fum             | centrală termo-electrică                         | Statele Unite          | New Haven, West Virginia                     | |
|         | Turnul Dragonului (în chineză: 龙塔) | 336          | 2000             | turn cu zăbrele        | observare, transmisiuni UHF/VHF                  | China                  | Harbin                                       | Cel mai înalt turn cu zăbrele autoportant din China, al doilea din Asia și al patrulea din lume                                               |
|         | Coșul centralei termo-electrice Cuciurgan | 335          | 1980             | coș de fum             | centrală termo-electrică                         | Republica Moldova      | Nezavertailovca                              | |
|         | Turnul Trandafirului (în arabă برج روز, transliterat: barj ruz)                                                                                 | 333          | 2007             | zgârie-nori            |                                                  | Emiratele Arabe Unite  | Dubai                                        | |
|         | Shimao International Plaza (în chineză: 上海世茂国际广场)                                                                                       | 333          | 2006             | zgârie-nori            |                                                  | China                  | Shanghai                                     | |
|         | Turnul A al complexului Parc1 (în coreeană 파크원, transliterat: pakeuwon)                                                                      | 333          | 2020             | zgârie-nori            | birouri                                          | Coreea de Sud          | Seul                                         | |
|         | Turnul Tokio (în chineză: 東京タワー) | 332,6        | 1958             | turn cu zăbrele        | observare, transmisiuni UHF/VHF                  | Japonia                | Tokyo                                        | A doua cea mai înaltă structură din Japonia                                                                                                   |
|         | Wuhan Minsheng Bank Building (în chineză: 武汉民生银行大厦)                                                                                     | 331          | 2007             | zgârie-nori            |                                                  | China                  | Wuhan                                        | Cea mai înaltă clădire din China continentală cu structură din oțel, fără miez de beton armat                                                 |
|         | Turnul Emley Moor (în engleză Arqiva Emley Moor Tower)                                                                                          | 330,4        | 1970             | turn din beton         | observare, transmisiuni UHF/VHF                  | Regatul Unit           | Huddersfield                                 | Cea mai înaltă structură din Regatul Unit |
|         | Turnul Eiffel (în franceză Tour Eiffel) | 330          | 1889             | turn cu zăbrele        | observare, restaurant, transmisiuni UHF/VHF      | Franța                 | Paris                                        | Cea mai înaltă structură din lume între 1889 și 1930, prima structură cu o înălțime de peste 300 m                                            |
|         | Hotel Ryugyong (în coreeană 류경호텔, transliterat: lyugyeonghotel)                                                                             | 330          | 1992             | zgârie-nori            |                                                  | Coreea de Nord         | Phenian                                      | Lucrările de construcție, începute în 1987, sunt erau încă în desfășurare în 2024                                                             |
|         | 2 coșuri ale centralei termo-electrice Ekibastuz MAES-1 (în kîrgîză Экибастуз МАЭС-1, transliterat: Ekibastuz MAES-1)                           | 330          | 1982             | coș de fum             | centrală termo-electrică                         | Kazakhstan             | Ekibastuz, Provincia Pavlodar                | |
|         | 2 coșuri ale centralei termo-electrice Permskaia GRES (în rusă Пермская ГРЭС, transliterat: Permskaia GRIeS)                                    | 330          | 1987, 1990       | coș de fum             | centrală termo-electrică                         | Rusia                  | Dobrianka, Ținutul Perm                      | |
|         | 2 coșuri ale centralei termo-electrice Reftinskaia GRES (în rusă Рефтинская ГРЭС, transliterat: Reftinskaia GRIeS)                              | 330          | 1980             | coș de fum             | centrală termo-electrică                         | Rusia                  | Reftinski, Regiunea Sverdlovsk               | |
|         | Coșul centralei termo-electrice Harkov TEȚ-5 (în ucraineană Харківська ТЕЦ-5, transliterat: Harkivska TEȚ-5)                                    | 330          | 1981             | coș de fum             | centrală termo-electrică                         | Ucraina                | Podvirki, Raionul Harkov                     | |
|         | Coșul centralei termo-electrice Zuiivska TES (în ucraineană Зуївська ТЕС, transliterat: Zuiivska TES)                                           | 330          | 1982             | coș de fum             | centrală termo-electrică                         | Ucraina                | Zuhres, Regiunea Donețk                      | |
|         | Turnul TV WITI (în engleză WITI TV Tower) | 329,4        | 1962             | turn cu zăbrele        | transmisiuni UHF/VHF                             | Statele Unite          | Shorewood, Milwaukee, Wisconsin              | Cel mai înalt turn autoportant din Statele Unite între 1962 și 1996, cel mai înalt turn cu zăbrele din Statele Unite                          |
|         | Three World Trade Center | 328,9        | 2018             | zgârie-nori            | birouri                                          | Statele Unite          | New York City                                | |
|         | Sky Tower | 328          | 1997             | turn din beton         | observare, transmisiuni UHF/VHF                  | Noua Zeelandă          | Auckland                                     | Cea mai înaltă structură autoportantă din emisfera sudică între 1996 și 2022                                                                  |
|         | Turnul TV Vilnius (în lituaniană Vilniaus televizijos bokštas)                                                                                  | 327          | 1980             | turn din beton         | observare, transmisiuni UHF/VHF                  | Lituania               | Vilnius                                      | Cea mai înaltă structură din Lituania |
|         | Turnul TV din Sankt Petersburg (în rusă Санкт-петербургская телебашня, transliterat: Sankt-peterburgskaia telebașnea)                           | 326          | 1962             | turn cu zăbrele        | observare, transmisiuni UHF/VHF                  | Rusia                  | Sankt Petersburg                             | |
|         | Turnul Salesforce (în engleză Salesforce Tower)                                                                                                 | 326          | 2018             | zgârie-nori            | spații comerciale                                | Statele Unite          | San Francisco                                | |
|         | Coșul combinatului metalurgic Aurubis (în bulgară Аурубис България, transliterat: Aurubis Bălgaria)                                             | 325,4        | 1982             | coș de fum             | combinat metalurgic (cupru)                      | Bulgaria               | Pirdop                                       | |
|         | Turnul Mori JP, Azabudai Hills (în japoneză 麻布台ヒルズ森JPタワー, transliterat: Azabudai Hiruzu Mori JP tawā)                                 | 325          | 2023             | zgârie-nori            | spații comerciale, apartamente                   | Japonia                | Tokyo                                        | Cea mai înaltă clădire din Japonia |
|         | 2 coșuri ale centralei termo-electrice Marița Est 2 (în bulgară Марица-изток, transliterat: Marița-iztok)                                       | 325          | 1977, 1980       | coș de fum             | centrală termo-electrică                         | Bulgaria               | Stara Zagora                                 | Marița Est 2 este cea mai mare centrală termo-electrică din Balcani                                                                           |
|         | Turnul TV WHDH (în engleză WHDH-TV Tower) | 323,8        | 1994             | turn cu zăbrele        | transmisiuni UHF/VHF                             | Statele Unite          | Newton, Massachusetts                        | Al doilea cel mai înalt turn cu zăbrele autoportant din Statele Unite                                                                         |
|         | Turnul TV Rameswaram (în tamilă ராமேசுவரம் தொலைக்காட்சி கோபுரம்)                                                                                             | 323          | 1995             | turn din beton și oțel | observare, transmisiuni UHF/VHF                  | India                  | Tamil Nadu                                   | Cea mai înaltă structură din India |
|         | Q1 (Queensland Number One) | 323          | 2005             | zgârie-nori            |                                                  | Australia              | Gold Coast, Queensland                       | Cea mai înaltă clădire (după înălțimea structurală) din Australia, a doua cea mai înaltă clădire din emisfera sudică                          |
|         | Burj Al Arab | 321          | 1999             | zgârie-nori            |                                                  | Emiratele Arabe Unite  | Dubai                                        | 39% din înălțimea totală reprezintă spațiu neocupabil                                                                                         |
|         | 2 coșuri ale centralei termo-electrice Kirișskaia GRES (în rusă Киришская ГРЭС, transliterat: Kirișskaia GRIeS)                                 | 320          | 1984, 1986       | coș de fum             | centrală termo-electrică                         | Rusia                  | Kiriși, Regiunea Leningrad                   | |
|         | 2 coșuri ale centralei termo-electrice Reazanskaia GRES (în rusă Рязанская ГРЭС, transliterat: Reazanskaia GRIeS)                               | 320          | 1973, 1980       | coș de fum             | centrală termo-electrică                         | Rusia                  | Novomichurinsk, Regiunea Reazan              | |
|         | 2 coșuri ale centralei termo-electrice Tobolsk TEC (în rusă Тобольская ТЭЦ, transliterat: Tobolskaia TIeȚ)                                      | 320          | 1983             | coș de fum             | centrală termo-electrică                         | Rusia                  | Tobolsk, Regiunea Tiumen                     | |
|         | Coșul centralei termo-electrice Kostromskaya GRES (în rusă Костромская ГРЭС, transliterat: Kostromskaia GRIeS)                                  | 320          | 1980             | coș de fum             | centrală termo-electrică                         | Rusia                  | Volgorechensk, Regiunea Kostroma             | |
|         | 2 coșuri ale centralei termo-electrice Zaporojskaia TES (în ucraineană Запорожская ТЭС, transliterat: Zaporojskaia TЭS)                         | 320          | 1972, 1977       | coș de fum             | centrală termo-electrică                         | Ucraina                | Enerhodar, Regiunea Zaporijjea               | |
|         | 2 coșuri ale centralei termo-electrice Vuhlehirska TES (în ucraineană Углегорская ТЭС, transliterat: Uhlehorskaia TЭS)                          | 320          | 1972, 1975       | coș de fum             | centrală termo-electrică                         | Ucraina                | Svitlodarsk, Raionul Bahmut, Donețk          | |
|         | Nina Tower 1 (în chineză: 如心廣場) | 319,8        | 2006             | zgârie-nori            |                                                  | Hong Kong              | Hong Kong                                    | |
|         | Chrysler Building | 319          | 1930             | zgârie-nori            |                                                  | Statele Unite          | New York City                                | Cea mai înaltă clădire din cărămidă cu cadru de oțel din lume, cea mai înaltă structură din lume între 1930 și 1931                           |
|         | New York Times Building | 319          | 2007             | zgârie-nori            |                                                  | Statele Unite          | New York City                                | |
|         | Turnul de radio și televiziune Jiangsu Nanjing (în chineză: 江苏南京广播电视塔)                                                                 | 318,5        | 1996             | turn din beton         | observare, transmisiuni UHF/VHF                  | China                  | Nanjing                                      | |
|         | Grand Hyatt Manila | 318          | 2017             | zgârie-nori            | apartamente                                      | Filipine               | Taguig, Metro Manila                         | Cea mai înaltă clădire din Filipine |
|         | Turnul KCTV (în engleză KCTV-Tower) | 317,6        | 1956             | turn cu zăbrele        | transmisiuni UHF/VHF                             | Statele Unite          | Kansas City                                  | |
|         | Coșul centralei termo-electrice Rockport | 316,4        | 1984             | coș de fum             | centrală termo-electrică                         | Statele Unite          | Rockport, Indiana                            | |
|         | Magnolias Waterfront Residences, Iconsiam (în thailandeză ไอคอนสยาม, transliterat Xịkhxn s̄yām)                                                  | 316          | 2018             | zgârie-nori            | apartamente, hotel                               | Thailanda              | Bangkok                                      | Cea mai înaltă clădire din Thailanda |
|         | Turnul de transmisiuni Turner (în engleză Turner Broadcasting Tower)                                                                            | 314,3        | 1967             | turn cu zăbrele        | transmisiuni UHF/VHF                             | Statele Unite          | Atlanta, Georgia                             | Demolat în 2010 |
|         | Turnul Puterea Regelui MahaNakhon (în thailandeză คิง เพาเวอร์ มหานคร, transliterat Khing pheā wexr̒ mh̄ānkhr)                                      | 314          | 2018             | zgârie-nori            | apartamente, spații comerciale, hotel, observare | Thailanda              | Bangkok                                      | |
|         | Turnul TV din Tallinn (în estonă Tallinna teletorn)                                                                                             | 312,3        | 1980             | turn din beton         | observare, transmisiuni UHF/VHF                  | Estonia                | Tallinn                                      | Cea mai înaltă structură non-rezidențială din Tallinn                                                                                         |
|         | Bank of America Plaza | 312          | 1992             | zgârie-nori            |                                                  | Statele Unite          | Atlanta                                      | |
|         | Turnul TV din Erevan (în armeană Երևանի հեռուստաաշտարակ, transliterat: Yerevani herrustaashtarak)                                               | 311,7        | 1977             | turn cu zăbrele        | observare, transmisiuni UHF/VHF                  | Armenia                | Erevan                                       | Cea mai înaltă structură din Caucaz, al patrulea cel mai înalt turn din Asia de Vest                                                          |
|         | Turnul TV Guishan (în chineză: 龟山电视塔) | 311,4        | 1986             | turn din beton         | observare, transmisiuni UHF/VHF                  | China                  | Wuhan                                        | |
|         | Turnul U.S. Bank (în engleză U.S. Bank Tower)                                                                                                   | 311          | 1990             | zgârie-nori            |                                                  | Statele Unite          | Los Angeles                                  | |
|         | Menara Telekom (în malaieză منارا تيليکوم ) | 310          | 2001             | zgârie-nori            |                                                  | Malaysia               | Kuala Lumpur                                 | |
|         | Turnul de televiziune din Baku (în azeră Bakı Televiziya Qülləsi)                                                                               | 310          | 1996             | turn din beton         | observare, transmisiuni UHF/VHF                  | Azerbaidjan            | Baku                                         | |
|         | Coșul centralei termo-electrice Ugljevik | 310          | 1985             | coș de fum             | centrală termo-electrică                         | Bosnia și Herțegovina  | Ugljevik, Republika Srpska                   | |
|         | Turnul Varso | 310          | 2022             | zgârie-nori            | birouri                                          | Polonia                | Varșovia                                     | Cel mai înalt zgârie-nori din Uniunea Europeană                                                                                               |
|         | The Shard | 309,6        | 2012             | zgârie-nori            |                                                  | Regatul Unit           | Londra                                       | Cel mai înalt zgârie-nori din Regatul Unit |
|         | Centrul Regatului (în arabă مركز المملكة, transliterat: markaz almamlaka)                                                                       | 309          | 2002             | zgârie-nori            |                                                  | Arabia Saudită         | Riad                                         | Cel mai înalt zgârie-nori din Arabia Saudită                                                                                                  |
|         | Hotelul de afaceri Jumeirah Emirates Towers (în arabă فندق الأعمال جميرا أبراج الامارات, transliterat: funduq al'aemal jumiran 'abraj alamarat) | 309          | 2000             | zgârie-nori            |                                                  | Emiratele Arabe Unite  | Dubai                                        | |
|         | Turnul Sydney (în engleză Sydney Tower) | 309          | 1981             | turn din beton         | observare, restaurant, transmisiuni UHF/VHF      | Australia              | Sydney                                       | |
|         | Turnul Eurasia, Moscow City (în rusă Евразия (Москва-Сити), transliterat: Evrazia (Moskva-Siti))                                                | 308,9        | 2013             | zgârie-nori            |                                                  | Rusia                  | Moscova                                      | |
|         | Franklin Center | 307          | 1989             | zgârie-nori            |                                                  | Statele Unite          | Chicago                                      | |
|         | Coșul centralei termo-electrice Harllee Branch                                                                                                  | 307          | 1978             | coș de fum             | centrală termo-electrică                         | Statele Unite          | Milledgeville, Georgia                       | Demolat la 15 octombrie 2016 |
|         | Coșul centralei termo-electrice Buschhaus | 307          | 1984             | coș de fum             | centrală termo-electrică                         | Germania               | Helmstedt, Saxonia Inferioară                | |
|         | Turnul de radio și televiziune Liaoning (în chineză: 辽宁广播电视塔)                                                                            | 305,5        | 1989             | turn din beton         | observare, transmisiuni UHF/VHF                  | China                  | Shenyang                                     | |
|         | J.P. Morgan Chase Tower | 305          | 1982             | zgârie-nori            |                                                  | Statele Unite          | Houston                                      | Cel mai înalt zgârie-nori pentagonal din lume                                                                                                 |
|         | 3 coșuri ale centralei termo-electrice Harrison                                                                                                 | 305          | 1972, 1973, 1994 | coș de fum             | centrală termo-electrică                         | Statele Unite          | Haywood, West Virginia                       | |
|         | 2 coșuri ale centralei termo-electrice Robert W Scherer                                                                                         | 305          | 1983, 1985       | coș de fum             | centrală termo-electrică                         | Statele Unite          | Juliette, Georgia                            | |
|         | Coșul centralei termo-electrice Independence | 305          | 1983             | coș de fum             | centrală termo-electrică                         | Statele Unite          | Newark, Arkansas                             | |
|         | Coșul centralei termo-electrice Kyger Creek | 305          | 1980             | coș de fum             | centrală termo-electrică                         | Statele Unite          | Cheshire, Ohio                               | |
|         | Coșul centralei termo-electrice White Bluff | 305          | 1980             | coș de fum             | centrală termo-electrică                         | Statele Unite          | Pine Bluff, Arkansas                         | |
|         | Coșul centralei termo-electrice Widows Creek | 305          | 1977             | coș de fum             | centrală termo-electrică                         | Statele Unite          | Stevenson, Alabama                           | Demolat la 3 decembrie 2020 |
|         | Coșul centralei termo-electrice Hal B. Wansley                                                                                                  | 305          | 1976             | coș de fum             | centrală termo-electrică                         | Statele Unite          | Carrollton, Georgia                          | |
|         | 2 coșuri ale centralei termo-electrice Kingston                                                                                                 | 305          | 1976             | coș de fum             | centrală termo-electrică                         | Statele Unite          | Kingston, Tennessee                          | |
|         | 3 coșuri ale centralei termo-electrice Harrison                                                                                                 | 305          | 1972, 1973, 1994 | coș de fum             | centrală termo-electrică                         | Statele Unite          | Haywood, West Virginia                       | |
|         | 2 coșuri ale centralei termo-electrice Cumberland                                                                                               | 305          | 1970             | coș de fum             | centrală termo-electrică                         | Statele Unite          | Cumberland City, Tennessee                   | |
|         | Coșul centralei termo-electrice W.H. Sammis Power Plant                                                                                         | 305          | 1970             | coș de fum             | centrală termo-electrică                         | Statele Unite          | Stratton, Ohio                               | |
|         | 2 coșuri ale centralei termo-electrice Conemaugh                                                                                                | 305          | 1970, 1971       | coș de fum             | centrală termo-electrică                         | Statele Unite          | Seward, Pennsylvania                         | |
|         | Coșul combinatului metalurgic Hayden | 305          | 1975             | coș de fum             | combinat metalurgic (cupru)                      | Statele Unite          | Hayden, Arizona                              | |
|         | 2 coșuri ale centralei termo-electrice Bowen | 305          | 1975             | coș de fum             | centrală termo-electrică                         | Statele Unite          | Taylorsville, Georgia                        | |
|         | Coșul centralei termo-electrice Chvaletice | 305          | 1977             | coș de fum             | centrală termo-electrică                         | Cehia                  | Chvaletice, Regiunea Pardubice               | |
|         | Turnul Posco-Songdo (în coreeană 포스코타워-송도, transliterat: poseukotawo-songdo)                                                             | 305          | 2014             | zgârie-nori            | birouri, hotel                                   | Coreea de Sud          | Incheon                                      | |
|         | 2 coșuri ale centralei termo-electrice Pleasants                                                                                                | 304,8        | 1979, 1980       | coș de fum             | centrală termo-electrică                         | Statele Unite          | Belmont, West Virginia                       | |
|         | Turnul TV Fazilka (în punjabă ਫ਼ਾਜ਼ਿਲਕਾ ਟੀਵੀ ਟਾਵਰ) | 304,8        | 2007             | turn cu zăbrele        | turn radio-TV                                    | India                  | Fazilka, Punjab                              | |
|         | Turnul Baiyoke 2 (în thailandeză อาคารใบหยก 2, transliterat Xākhār bı h̄yk 2)                                                                    | 304          | 1997             | zgârie-nori            | hotel                                            | Thailanda              | Bangkok                                      | |
|         | Two Prudential Plaza | 303          | 1990             | zgârie-nori            |                                                  | Statele Unite          | Chicago                                      | Cea mai înaltă clădire din beton armat din lume în 1990                                                                                       |
|         | Wells Fargo Plaza | 302          | 1983             | zgârie-nori            |                                                  | Statele Unite          | Houston                                      | |
|         | 2 coșuri ale centralei termo-electrice Scholven                                                                                                 | 302          | 1968, 1974       | coș de fum             | centrală termo-electrică                         | Germania               | Gelsenkirchen                                | |
|         | Coșul centralei termo-electrice Chemnitz-Nord                                                                                                   | 301,8        | 1984             | coș de fum             | centrală termo-electrică                         | Germania               | Chemnitz                                     | |
|         | Coșul Secunda CTL SASOL III | 301          | 1979             | coș de fum             | fabrică de combustibil sintetic                  | Africa de Sud          | Secunda, Provincia Mpumalanga                | Cea mai înaltă structură autoportantă din Africa                                                                                              |
|         | Four Season Private Residences | 301          | 2018             | zgârie-nori            | apartamente                                      | Thailanda              | Bangkok                                      | |
|         | Turnul 101 al Haeundae Doosan Avem Zenith (în coreeană 해운대 두산위브더제니스, 101동, transliterat: haeundae dusan-wibeudeojeniseu, 101dong)   | 301          | 2011             | zgârie-nori            | apartamente                                      | Coreea de Sud          | Busan                                        | |
|         | Turnul Commerzbank | 300,1        | 1997             | zgârie-nori            |                                                  | Germania               | Frankfurt pe Main                            | Cel mai înalt zgârie-nori din Europa între 1997 și 2003, cel mai înalt zgârie-nori din Uniunea Europeană în perioadele 1997-2011 și 2020-2021 |
|         | Gran Torre Costanera | 300          | 2013             | zgârie-nori            | observare, spații comerciale                     | Chile                  | Santiago de Chile                            | Cea mai înaltă clădire din America de Sud |
|         | Eureka Tower | 300          | 2006             | zgârie-nori            | apartamente                                      | Australia              | Melbourne                                    | |
|         | Turnul TV din Mumbai (în tamilă மும்பை தொலைக்காட்சி கோபுரம்)                                                                                                | 300          | 1972             | turn cu zăbrele        | observare, transmisiuni UHF/VHF                  | India                  | Mumbai                                       | |
|         | Coșul centralei termo-electrice Voljskaia TEC-2 (în rusă Волжская ТЭЦ-2, transliterat: Voljskaia TIeȚ-2)                                        | 300          | 1988             | coș de fum             |                                                  | Rusia                  | Voljsky, Regiunea Volgograd                  | |
|         | Coșul centralei termo-electrice Kakanj (în bosniacă Termoelektrana Kakanj)                                                                      | 300          | 1987             | coș de fum             |                                                  | Bosnia and Herzegovina | Kakanj, Cantonul Zenica-Doboj                | |
|         | Coșul centralei termo-electrice Prunéřov | 300          | 1981             | coș de fum             | centrală termo-electrică                         | Cehia                  | Kadaň, Regiunea Ústí nad Labem               | |
|         | Coșul centralei termo-electrice Tušimice II (în cehă Elektrárna Tušimice II)                                                                    | 300          | 1974             | coș de fum             | centrală termo-electrică                         | Cehia                  | Tušimice, Regiunea Ústí nad Labem            | |
|         | Coșul centralei termo-electrice Lippendorf | 300          | 1967             | coș de fum             | centrală termo-electrică                         | Germania               | Neukieritzsch, Saxonia                       | Demolat în 2005 |
|         | 3 coșuri ale centralei termo-electrice Jänschwalde                                                                                              | 300          | 1981             | coș de fum             | centrală termo-electrică                         | Germania               | Jänschwalde                                  | Demolate în perioada 2002–2007 |
|         | Coșul centralei termo-electrice Walsum | 300          | 1988             | coș de fum             | centrală termo-electrică                         | Germania               | Walsum, Duisburg, Renania de Nord-Westfalia  | |
|         | Coșul centralei termo-electrice Herne | 300          | 1989             | coș de fum             | centrală termo-electrică                         | Germania               | Herne, Renania de Nord-Westfalia             | |
|         | Coșul centralei termo-electrice Thierbach | 300          | 1968             | coș de fum             | centrală termo-electrică                         | Germania               | Espenhain, Saxonia                           | Demolat în 2002 |
|         | 3 coșuri ale centralei termo-electrice Boxberg                                                                                                  | 300          | 1979             | coș de fum             | centrală termo-electrică                         | Germania               | Boxberg, Saxonia                             | Demolate în 2000, 2009 și 2012 |
|         | Coșul centralei termo-electrice Marl-Chemiepark                                                                                                 | 300          | 1974             | coș de fum             | centrală termo-electrică                         | Germania               | Marl, Renania de Nord-Westfalia              | Demolat în 1995 |
|         | Coșul centralei termo-electrice Provence | 300          | 1984             | coș de fum             | centrală termo-electrică                         | Franța                 | Gardanne, Bouches-du-Rhône                   | |
|         | Coșul centralei termo-electrice Orot Rabin | 300          | 1981             | coș de fum             | centrală termo-electrică                         | Israel                 | Hadera                                       | |
|         | Coșul centralei termo-electrice Bișkek TEC (în kîrgîză Бишкек ЖЭБи, transliterat: Bișkek JEBi)                                                  | 300          | 1989             | coș de fum             | centrală termo-electrică                         | Kârgâzstan             | Bișkek                                       | |
|         | Coșul centralei termo-electrice Rybnik (în poloneză Elektrownia Rybnik)                                                                         | 300          | 1974             | coș de fum             | centrală termo-electrică                         | Polonia                | Rybnik, Voievodatul Silezia                  | |
|         | Coșul centralei termo-electrice Jaworzno (în poloneză Elektrownia Jaworzno)                                                                     | 300          | 1977             | coș de fum             | centrală termo-electrică                         | Polonia                | Jaworzno, Voievodatul Silezia                | |
|         | 2 coșuri ale centralei termo-electrice Bełchatów (în poloneză Elektrownia Bełchatów)                                                            | 300          | 1979, 1982       | coș de fum             | centrală termo-electrică                         | Polonia                | Bełchatów, Voievodatul Łódź                  | |
|         | Coșul centralei termo-electrice Kozienice (în poloneză Elektrownia Kozienice)                                                                   | 300          | 1978             | coș de fum             | centrală termo-electrică                         | Polonia                | Świerże Górne, Kozienice Voievodatul Mazovia | |
|         | Coșul centralei termice Warszawa-Kawęczyn (în poloneză Ciepłownia Kawęczyn)                                                                     | 300          | 1983             | coș de fum             | centrală termică                                 | Polonia                | Varșovia                                     | |
|         | Coșul centralei termo-electrice Novaky (în slovacă Elektráreň Nováky)                                                                           | 300          | 1976             | coș de fum             | centrală termo-electrică                         | Slovacia               | Nováky                                       | |
|         | 2 coșuri ale centralei termo-electrice Duvha | 300          | 1982             | coș de fum             | centrală termo-electrică                         | Africa de Sud          | Witbank                                      | |
|         | 2 coșuri ale centralei termo-electrice Clifty Creek                                                                                             | 300          | 1978             | coș de fum             | centrală termo-electrică                         | Statele Unite          | Madison, Indiana                             | |
|         | Turnul Sint-Pieters-Leeuw (în neerlandeză Zendmast Sint-Pieters-Leeuw)                                                                          | 300          | 1996             | turn din beton         | observare, transmisiuni UHF/VHF                  | Belgia                 | Sint-Pieters-Leeuw                           | |
|         | Abeno Harukas (în japoneză あべのハルカス, transliterat: Abeno harukasu)                                                                        | 300          | 2014             | zgârie-nori            | observare                                        | Japonia                | Osaka                                        | Cel mai înalt zgârie-nori din Japonia |
|         | Turnul Aspire (în arabă برج أسباير, transliterat: burj 'asbayir)                                                                                | 300          | 2007             | zgârie-nori            | observare, transmisiuni UHF/VHF                  | Qatar                  | Doha                                         | |

## Cronologie a celor mai înalte construcții autoportante din lume
| Imagine | Nume | Înălțime (m) | Perioadă                            | Tip         | Țară                                                                     | Oraș             | Observații |
|         | |              |                                     |             |                                                                          |                  | |
| ------- | --- | ------------ | ----------------------------------- | ----------- | ------------------------------------------------------------------------ | ---------------- | --- |
|         | Göbekli Tepe                                                                                              | 5−6          | 10000 î.Hr.- 8000 î.Hr. (2.000 ani) | templu      | Turcia                                                                   | Anatolia         | Cel mai vechi templu cunoscut |
|         | Turnul Ierihonului                                                                                        | 8,5          | 8000 î.Hr.- 4000 î.Hr. (4.000 ani)  | monument    | Palestina                                                                | Ierihon          | Unul dintre cele mai vechi monumente de piatră                                                                                    |
|         | Zigguratul din Anu                                                                                        | 13           | 4000 î.Hr.- 2650 î.Hr. (1.350 ani)  | templu      | Irak                                                                     | Uruk             | |
|         | Piramida lui Djoser                                                                                       | 62,5         | 2650 î.Hr.- 2610 î.Hr. (40 ani)     | mausoleu    | Egipt                                                                    | Saqqara          | Prima piramidă egipteană, formată din șase mastabale suprapuse                                                                    |
|         | Piramida Meidum (Snefru)                                                                                  | 92           | 2610 î.Hr.- 2605 î.Hr. (5 ani)      | mausoleu    | Egipt                                                                    | Meidum           | Prăbușită în timpul construcției, în prezent măsoară 65 m                                                                         |
|         | Piramida curbată (Snefru)                                                                                 | 104,74       | 2605 î.Hr.- 2600 î.Hr. (5 ani)      | mausoleu    | Egipt                                                                    | Dashur           | Unghiul de pantă a fost modificat în timpul construcției                                                                          |
|         | Piramida Roșie (Snefru)                                                                                   | 105          | 2600 î.Hr.- 2570 î.Hr. (30 ani)     | mausoleu    | Egipt                                                                    | Dashur           | Prima piramidă adevărată |
|         | Marea Piramidă din Giza (Khufu)                                                                           | 146          | 2570 î.Hr.- 1311 î.Hr. (3.881 ani)  | mausoleu    | Egipt                                                                    | Giza             | Din cauza eroziunii, în prezent măsoară 138,8 m                                                                                   |
|         | Catedrala din Lincoln (Lincoln Cathedral)                                                                 | 159,7        | 1311- 1549 (238 ani)                | biserică    | Anglia                                                                   | Lincoln          | Turla s-a prăbușit în 1549, în prezent măsoară 83 m                                                                               |
|         | Biserica Sf. Maria din Stralsund (Stralsund Marienkirche)                                                 | 151          | 1549- 1569 (20 ani)                 | biserică    | Germania                                                                 | Stralsund        | |
|         | Catedrala Sf. Petru din Beauvais (Cathédrale Saint-Pierre de Beauvais)                                    | 153          | 1569- 1573 (4 ani)                  | biserică    | Franța                                                                   | Beauvais         | Turla s-a prăbușit în 1573, în prezent măsoară 67,2 m                                                                             |
|         | Biserica Sf. Maria din Stralsund (Stralsund Marienkirche)                                                 | 151          | 1573- 1647 (74 ani)                 | biserică    | Germania                                                                 | Stralsund        | Turla a fost distrusă de trăsnet în 1647, în prezent măsoară 104 m                                                                |
|         | Catedrala Notre-Dame din Strasbourg (Cathédrale Notre-Dame de Strasbourg, Liebfrauenmünster zu Straßburg) | 142          | 1647- 1874 (227 ani)                | biserică    | Germania · (1647, · 1871-1874) și · Franța · (1648-1870, · 1918-prezent) | Strasbourg       | |
|         | Biserica Sf. Nicolae din Hamburg (St.-Nikolai-Kirche)                                                     | 147,3        | 1874- 1876 (2 ani)                  | biserică    | Germania                                                                 | Hamburg          | Naosul a fost distrus de bombardamentele aeriene din timpul celui de-al Doilea Război Mondial, în prezent se păstrează doar turla |
|         | Catedrala Adormirea Maicii Domnului din Rouen (Cathédrale Notre-Dame de Rouen)                            | 151          | 1876- 1880 (4 ani)                  | biserică    | Franța                                                                   | Rouen            | |
|         | Domul din Köln (Kölner Dom)                                                                               | 157,4        | 1880- 1884 (4 ani)                  | biserică    | Germania                                                                 | Köln             | |
|         | Monumentul lui Washington (Washington Monument)                                                           | 169,3        | 1884- 1889 (5 ani)                  | monument    | Statele Unite                                                            | Washington, D.C. | |
|         | Turnul Eiffel (Tour Eiffel)                                                                               | 300,6        | 1889- 1930 (41 ani)                 | turn        | Franța                                                                   | Paris            | În prezent, turnul măsoară 330 m                                                                                                  |
|         | Chrysler Building                                                                                         | 319          | 1930- 1931 (1 an)                   | zgârie-nori | Statele Unite                                                            | New York City    | |
|         | Empire State Building                                                                                     | 443,2        | 1931- 1967 (36 ani)                 | zgârie-nori | Statele Unite                                                            | New York City    | |
|         | Turnul Ostankino (Ostankinskaia telebașnea)                                                               | 540,1        | 1967- 1975 (8 ani)                  | turn        | Rusia                                                                    | Moscova          | |
|         | CN Tower                                                                                                  | 553,3        | 1975- 2007 (32 ani)                 | turn        | Canada                                                                   | Toronto          | |
|         | Burj Khalifa                                                                                              | 829,8        | 2007-prezent (18 ani)               | zgârie-nori | Emiratele Arabe Unite                                                    | Dubai            | Finalizat la 17 ianuarie 2009 |